# Centre démocratique (France)
Pour les articles homonymes, voir Centre démocratique.
 (signalé en mai 2025).
Si vous disposez d'ouvrages ou d'articles de référence ou si vous connaissez des sites web de qualité traitant du thème abordé ici, merci de compléter l'article en donnant les références utiles à sa vérifiabilité et en les liant à la section « Notes et références ».
- Archive Wikiwix
- Bing
- Cairn
- DuckDuckGo
- E. Universalis
- Gallica
- Google
- G. Books
- G. News
- G. Scholar
- Persée
- Qwant
- (zh) Baidu
- (ru) Yandex
- (wd) trouver des œuvres sur Wikidata

Le Centre démocratique est un groupe parlementaire présent à l'Assemblée nationale lors de la deuxième législature de 1962 à 1967. 
Il rassemble pour l'essentiel des parlementaires issus du parti démocrate-chrétien MRP (devenu Centre démocrate en 1966), ainsi que des députés du Centre national des indépendants et paysans (CNIP) n'ayant pas rejoint la majorité, à la différence des Républicains indépendants de Valéry Giscard d'Estaing.
Présidents :
- Pierre Pflimlin de 1962 à 1963
- Pierre Abelin de 1963 à 1967

## Composition
| Nom                                     | Parti | Parti        | Circonscription     |
| --------------------------------------- | ----- | ------------ | ------------------- |
| Pierre Abelin                           |       | MRP puis CD  | Vienne              |
| Marie-Magdeleine Aymé de La Chevrelière |       | MRP puis CD  | Deux-Sèvres         |
| Paul Barberot                           |       | MRP puis CD  | Ain                 |
| Armand Barniaudy                        |       | MRP puis CD  | Hautes-Alpes        |
| Jacques Barrot                          |       | MRP puis CD  | Haute-Loire         |
| Pierre Baudis                           |       | CNIP puis CD | Haute-Garonne       |
| Jean Bénard-Mousseaux                   |       | CNIP         | Indre               |
| Jean Bernard                            |       | MRP puis CD  | Isère               |
| Christian Bonnet                        |       | MRP puis CD  | Morbihan            |
| Charles Bosson                          |       | MRP puis CD  | Haute-Savoie        |
| Pierre Bourdellès                       |       | MRP puis CD  | Côtes-du-Nord       |
| André Brugerolle                        |       | CNIP puis CD | Charente-Maritime   |
| Marcel Cerneau                          |       | Mod. puis CD | La Réunion          |
| Noël Chapuis                            |       | Mod. puis CD | Isère               |
| René Charpentier                        |       | MRP puis CD  | Marne               |
| Augustin Chauvet                        |       | Mod.         | Cantal              |
| André Chazalon                          |       | MRP puis CD  | Loire               |
| Jean-Marie Commenay                     |       | MRP puis CD  | Landes              |
| Paul Coste-Floret                       |       | MRP puis CD  | Hérault             |
| André Davoust                           |       | MRP puis CD  | Mayenne             |
| Marie-Madeleine Dienesch                |       | MRP puis CD  | Côtes-du-Nord       |
| Émile Dubuis                            |       | MRP puis CD  | Ain                 |
| Joseph Fontanet                         |       | MRP puis CD  | Savoie              |
| Jacques Fouchier                        |       | CNIP         | Deux-Sèvres         |
| Louis Fourmond                          |       | MRP puis CD  | Mayenne             |
| Henri Fréville                          |       | MRP puis CD  | Ille-et-Vilaine     |
| Charles Germain                         |       | Mod.         | Rhône               |
| Émile Halbout                           |       | MRP puis CD  | Orne                |
| Paul Ihuel                              |       | MRP puis CD  | Morbihan            |
| Michel Jacquet                          |       | CNIP         | Loire               |
| Louis Jaillon                           |       | MRP puis CD  | Jura                |
| Roger Julien                            |       | MRP puis CD  | Aveyron             |
| Michel Labéguerie                       |       | MRP puis CD  | Basses-Pyrénées     |
| Alain Le Guen                           |       | MRP puis CD  | Côtes-du-Nord       |
| Jean Le Lann                            |       | CNIP puis CD | Ille-et-Vilaine     |
| Maurice Lenormand                       |       | UC           | Nouvelle-Calédonie  |
| Henri Meck                              |       | MRP puis CD  | Bas-Rhin            |
| Alexis Méhaignerie                      |       | MRP puis CD  | Ille-et-Vilaine     |
| Louis Michaud                           |       | MRP puis CD  | Vendée              |
| Rémy Montagne                           |       | MRP puis CD  | Eure                |
| Jean Moulin                             |       | MRP puis CD  | Ardèche             |
| Louis Orvoën                            |       | MRP puis CD  | Finistère           |
| Pierre Pflimlin                         |       | MRP puis CD  | Bas-Rhin            |
| Joseph Philippe                         |       | MRP puis CD  | Haute-Savoie        |
| Paul Pillet                             |       | UDSR puis CD | Loire               |
| René Pleven                             |       | UDSR puis CD | Côtes-du-Nord       |
| Joseph Rivière                          |       | MRP puis CD  | Calvados            |
| Pierre Sallenave                        |       | CNIP         | Basses-Pyrénées     |
| Joseph Schaff                           |       | MRP puis CD  | Moselle             |
| Maurice Schumann                        |       | MRP puis CD  | Nord                |
| John Teariki                            |       | Here ai'a    | Polynésie française |
| Lionel de Tinguy du Pouët               |       | MRP puis CD  | Vendée              |